# Lion. Droga do domu
Lion. Droga do domu (tyt. oryg. Lion, 2016) – australijsko-amerykańsko-brytyjski film dramatyczny w reżyserii Gartha Davisa. Adaptacja autobiograficznej książki Daleko od domu autorstwa Saroo Brierleya we współpracy z Larrym Buttrosem.
Światowa premiera filmu miała miejsce 10 września 2016 roku, podczas 41. Międzynarodowego Festiwalu Filmowego w Toronto, w ramach którego obraz prezentowany był w sekcji Prezentacja Specjalna.
Polska premiera filmu nastąpiła 13 listopada 2016 roku, w ramach 24. Międzynarodowego Festiwalu Sztuki Autorów Zdjęć Filmowych Camerimage w Bydgoszczy, podczas którego obraz otrzymał nagrodę główną festiwalu − Złotą Żabę za najlepsze zdjęcia Greiga Frasera.
Do ogólnopolskiej dystrybucji kinowej film trafił 2 grudnia 2016 roku.

## Fabuła
Film prezentuje historię opartą na kanwie autentycznych wydarzeń. Jego akcja rozpoczyna się w roku 1986. Pięcioletni wówczas Sheru Munshi Khan mieszka wraz ze starszym bratem Guddu, dopiero co narodzoną siostrą Shekilą i samotnie ich wychowującą matką Kamlą we wsi Ganesh Talai, położonej na przedmieściach Khandwy, w stanie Madhya Pradesh, w środkowych Indiach. Sheru wraz z kilkunastoletnim Guddu pomagają mamie w pracy, starając się dorabiać przy nadarzającej się okazji. Właśnie perspektywa zarobku powoduje, że obaj bracia jadą pociągiem do oddalonego o 70 kilometrów Barhanpur. Na skutek zmęczenia Sheru, chłopcy rozdzielają się na stacji. Czekając na brata, pięciolatek zasypia w wagonie składu, jadącego do dworca Howrah w Kalkucie – tysiąc pięćset kilometrów od domu. Przez jakiś czas mieszka na ulicy, będąc zdanym wyłącznie na siebie, a w 10-milionowej metropolii czyha na niego wiele niebezpieczeństw. Instynkt oraz spora doza szczęścia pozwalają mu jednak przetrwać i trafić do ośrodka dla zagubionych dzieci. Odszukanie rodziny – zarówno przez policję, jak i kierownictwo placówki – okazuje się niemożliwe, Sheru nie zna bowiem ani swojego nazwiska, ani poprawnej nazwy rodzinnej miejscowości. Jego los odmienia się, gdy zostaje adoptowany przez parę Australijczyków z Tasmanii. Jako Saroo Brierley, wraz z przyrodnim bratem Mantoshem (również adoptowanym z Indii), wychowuje się w kręgach wyższej klasy średniej. Ma szczęśliwe dzieciństwo i młodość, kończy studia, realizuje swe marzenia oraz plany zawodowe. Rozwój internetu sprawia, że za namową przyjaciół, ponad 20 lat później, rozpoczyna żmudne poszukiwanie swej biologicznej rodziny.

## Obsada
- Dev Patel jako Saroo Brierley
  - Sunny Pawar jako młody Saroo (Sheru Munshi Khan)
- Rooney Mara jako Lucy – dziewczyna Saroo
- Nicole Kidman jako Sue Brierley – adopcyjna matka Saroo
- David Wenham jako John Brierley – adopcyjny ojciec Saroo
- Priyanka Bose jako Kamla Munshi – biologiczna matka Saroo
- Abhishek Bharate jako Guddu Khan – biologiczny brat Saroo
- Divian Ladwa jako Mantosh Brierley – adoptowany brat Saroo
  - Keshav Jadhav jako młody Mantosh
- Deepti Naval jako Saroj Sood
- Tannishtha Chatterjee jako Noor
- Nawazuddin Siddiqui jako Rama

## Nagrody i nominacje
89. ceremonia wręczenia Oscarów
- nominacja: najlepszy film − Iain Canning, Angie Fielder i Emile Sherman
- nominacja: najlepszy scenariusz adaptowany − Luke Davies
- nominacja: najlepsza aktorka drugoplanowa − Nicole Kidman
- nominacja: najlepszy aktor drugoplanowy − Dev Patel
- nominacja: najlepsza muzyka − Dustin O’Halloran i Volker Bertelmann
- nominacja: najlepsze zdjęcia − Greig Fraser

74. ceremonia wręczenia Złotych Globów
- nominacja: najlepszy film dramatyczny
- nominacja: najlepsza aktorka drugoplanowa − Nicole Kidman
- nominacja: najlepszy aktor drugoplanowy − Dev Patel
- nominacja: najlepsza muzyka − Dustin O’Halloran i Volker Bertelmann

70. ceremonia wręczenia nagród Brytyjskiej Akademii Filmowej
- nominacja: najlepszy scenariusz adaptowany − Luke Davies
- nominacja: najlepsza aktorka drugoplanowa − Nicole Kidman
- nominacja: najlepszy aktor drugoplanowy − Dev Patel
- nominacja: najlepsze zdjęcia − Greig Fraser
- nominacja: najlepsza muzyka − Dustin O’Halloran

23. ceremonia wręczenia nagród Gildii Aktorów Ekranowych
- nominacja: wybitny występ aktora w roli drugoplanowej − Dev Patel
- nominacja: wybitny występ aktorki w roli drugoplanowej − Nicole Kidman

24. Międzynarodowy Festiwal Sztuki Autorów Zdjęć Filmowych Camerimage
- nagroda: Złota Żaba − Greig Fraser

21. ceremonia wręczenia Satelitów
- nominacja: najlepszy film pełnometrażowy
- nominacja: najlepszy scenariusz adaptowany − Luke Davies
- nominacja: najlepszy aktor drugoplanowy − Dev Patel
- nominacja: najlepsza aktorka drugoplanowa − Nicole Kidman
- nominacja: najlepszy montaż − Alexandre de Franceschi